# التفكير في خلود السلطعون

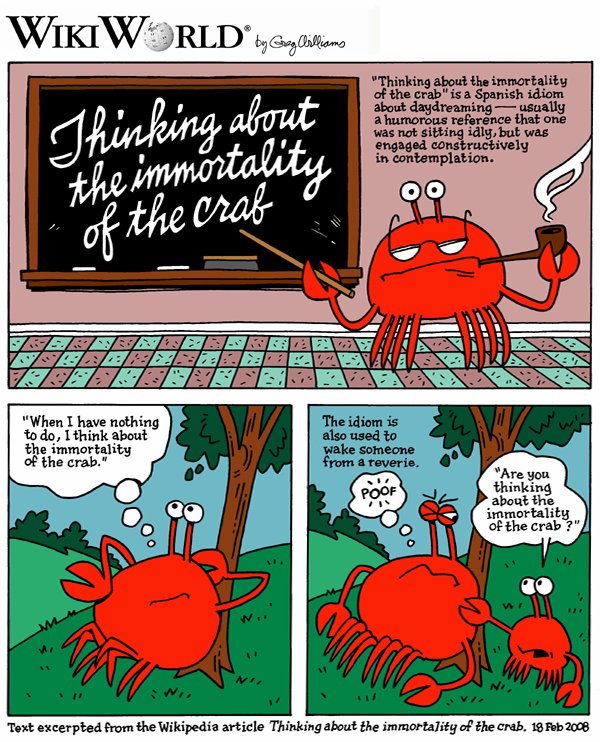

"التفكير في خلود السلطعون"(بالإسبانية: Pensar en la inmortalidad del cangrejo)‏ جملة إسبانية تقال لمن كان مشتت الذهن واقعا في السهو. ويعود أصل العبارة إلى الأدب الشعبي بالإسبانية.